# 343230 Corsini
343230 Corsini è un asteroide della fascia principale. Scoperto nel 2009, presenta un'orbita caratterizzata da un semiasse maggiore pari a 2,4334134 UA e da un'eccentricità di 0,1559411, inclinata di 6,07842° rispetto all'eclittica.